# 박경원 (비행사)
박경원(朴敬元, 1897년 6월 24일 - 1933년 8월 7일)은 일제강점기를 살았던 비행사이다. 당시 친일반민족행위자로 최초의 민간여성비행사이다. 권기옥은 중국국적의 최초의 여군비행사이며 이정희는 대한민국 공군 최초 여군이다.

## 생애
권기옥, 이정희, 김경오 등과 아울러 대한민국 여성 비행사 1세대 가운데 한 사람이라 일컬어지는 그녀는 1897년 경상북도 대구군 동상면(現 대구광역시 중구 덕산동)에서 4남매 중 셋째로 출생하였고 한때 경상북도 경주와 경상남도 밀양에서 각각 잠시 유년기를 보낸 적이 있는 그녀는 대구 신명여학교(現 신명고등학교 전신)와 일본 요코하마 기예 여학교를 졸업한 뒤 오빠 박상훈(朴尙勳)이 의사로 근무하던 대구 자혜의원(現 경북대학교병원)에서 2년간 간호사로 일하였다. 1925년부터 가마다 자동차 학교와 가마다 일본 비행학교를 다녀 1926년 졸업해 1928년 2월 비행사 자격증을 딴다.

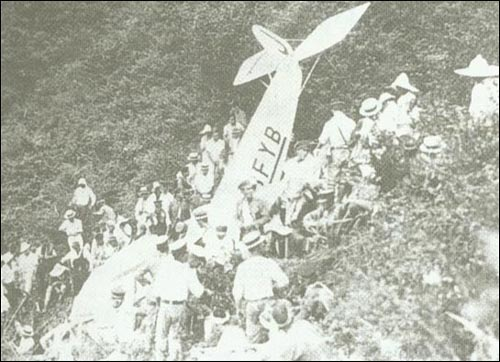
추락 당시 사진

고이즈미 마타지로(小泉又次郎, 고이즈미 준이치로 전 총리의 조부) 체신대신이 여성 조종사들을 초대한 자리에서 박경원은 일본에서 만주까지 비행하는 계획을 얘기했다고 한다. 뒤에 그는 고이즈미의 추천으로 도코로자와 육군비행학교로부터 비행기를 받게 된다. 1933년 이를 타고 한반도로 비행하다가 일본 시즈오카현 다가타군 타카무라(多賀村, 현재의 아타미시)의 쿠로타케(玄岳) 산정상에서 50m 아래 서측사면쪽에 추락사했다.

## 같이 보기
- 쿠로타케
- 권기옥
- 이정희
- 안창남